# 티코 토러스
헥터 후안 새뮤얼 "티코" 토러스(영어: Hector Juan Samuel "Tico" Torres, 1953년 10월 7일 ~ )는 미국의 드럼 연주자로, 본 조비의 일원이다.